# 1142 en santé et médecine
| Années de la santé et de la médecine : 1139 - 1140 - 1141 - 1142 - 1143 - 1144 - 1145    |
| Décennies de la santé et de la médecine : 1110 - 1120 - 1130 - 1140 - 1150 - 1160 - 1170 |

Cet article présente les faits marquants de l'année 1142 en santé et médecine.

## Fondations
- Fondation par Hugues II, duc de Bourgogne, de la maladrerie ou maison-Dieu de Meursault, qui sera réunie à l'hôtel-Dieu de Beaune en 1766[1].
- Simone del Vasto (it), comte normand de Butera, fonde le premier hôpital de Piazza Armerina, dans l'actuelle province d'Enna, en Sicile, établissement destiné à l'accueil des voyageurs et des pèlerins et géré par des frères de l'ordre de Saint-Jacques d'Altopascio (it)[2].
- À Cambrai, principauté ecclésiastique du Saint-Empire, « fondation d'une humble léproserie, que l'on appell[e] le Petit-Cantimpré, et qui [sera] réunie, au XIIIe siècle, au monastère de ce nom[3] ».
- Un hospice de voyageurs est mentionné au col du Grimsel, dans les Alpes[4].
- Première mention de l'ordre de Saint-Lazare[5], hospitaliers voués à l'accueil et aux soins des pèlerins atteints de la lèpre, et dont la fondation remonte peut-être à 1112[6],[7].
- 1142 ou 1145 : fondation de l'hôpital S. Giacomo de Folignano dans la région de Plaisance, en Italie[8].

## Personnalité
- Fl. Jourdain, médecin, cité dans une donation de Mathieu Ier, duc de Lorraine, aux moniales de Notre-Dame de Tart[9].

## Naissance
- Avenzoar le Jeune (mort en 1216), médecin et poète à la cour des princes almohades, fils et disciple d'Avenzoar[10].